# Lewonie (Czechowizna)
Lewonie – kolonia wsi Czechowizna w Polsce położona w województwie podlaskim, w powiecie monieckim, w gminie Knyszyn.
W latach 1975–1998 miejscowość należała administracyjnie do województwa białostockiego.